# Embaixada do Brasil em Bissau
A Embaixada do Brasil em Bissau é a missão diplomática brasileira na Guiné-Bissau. A missão diplomática se encontra no endereço, Rua São Tomé , Esq. Rua Moçambique, Bissau, Guiné-Bissau.